# Condado de Smyth
El condado de Smyth (en inglés: Smyth County), fundado en 1832, es uno de 95 condados del estado estadounidense de Virginia. En el año 2000, el condado tenía una población de 33,081 habitantes y una densidad poblacional de 28 personas por km². La sede del condado es Marion.

## Geografía
Según la Oficina del Censo, el condado tiene un área total de 1171 km² (452,1 mi²), de la cual 1171 km² (452,1 mi²) es tierra y 0 km² (0 mi²) (0.05%) es agua.

### Condados adyacentes
- Condado de Russell (noroeste)
- Condado de Tazewell (norte)
- Condado de Bland (noreste)
- Condado de Wythe (este)
- Condado de Grayson (sur)
- Condado de Washington (suroeste)

## Demografía
Según la Oficina del Censo en 2006, los ingresos medios por hogar en el condado eran de $30,083, y los ingresos medios por familia eran $36,392. Los hombres tenían unos ingresos medios de $26,698 frente a los $19,712 para las mujeres. La renta per cápita para el condado era de $16,105. Alrededor del 13.30% de la población estaban por debajo del umbral de pobreza.

## Localidades
- Chilhowie
- Marion
- Saltville

### Otras comunidades
- Adwolf
- Atkins
- Seven Mile Ford
- Sugar Grove